# Ханеман, Вильгельм
Вильге́льм Ха́неман (нем. Wilhelm Hahnemann; 14 апреля 1914, Вена — 23 августа 1991, там же) — австрийский и немецкий футболист, футбольный тренер. Выступал на позиции нападающего. Шестикратный чемпион Австрии, трёхкратный обладатель Кубка Австрии, финалист Кубка Митропы. Участник чемпионата мира 1938 года.

## Клубная карьера
Вильгельм Ханеман начинал карьеру в клубе «Донауфельд», откуда в 1931 году перешёл в венскую «Адмиру», выступавшую в чемпионате Австрии. В новой команде он быстро пробился в основу и сделал себе имя, играя в нападении вместе со знаменитой связкой Шалль—Фогль. В сезоне 1935/36 Ханеман с 23 голами стал лучшим бомбардиром чемпионата. Его партнёром на правом фланге атаки был на тот момент Леопольд Фогль. Ханеман считался умным и энергичным нападающим с отточенной техникой и умением хорошо играть головой. В период до 1939 года он вместе с «ботаниками» пять раз становился чемпионом Австрии и дважды выигрывал кубок страны. В финальном матче 1934 года против венского «Рапида» Ханеман сделал хет-трик, а его команда разгромила соперника со счётом 8:0. Однако вершиной карьеры Ханемана в «Адмире» стало участие в финале Кубка Митропы 1934 против «Болоньи» (по сумме двух матчей «Адмира» уступила итальянцам со счётом 4:7). Ханеман принял участие во всех матчах турнира и забил 4 мяча, поразив ворота «Наполи», пражской «Спарты» и «Ювентуса».
После окончания Второй мировой войны и разделения Вены на сектора оккупации Ханеман, из-за своего места проживания, был вынужден перейти в венский «Ваккер». В новом клубе он вновь быстро добился успеха, выиграв в 1947 году «золотой дубль». Нападающий внёс решающий вклад в завоевание титулов, став лучшим бомбардиром «Ваккера» в чемпионате, а также забив победный мяч в финале Кубка Австрии против венской «Аустрии».
Ханеман завершил игровую карьеру в 1952 году, имея на счету 220 голов в высшем австрийском дивизионе. Сразу вслед за этим он начал карьеру тренера, возглавив венский клуб «Фёрст». По итогам сезона команда заняла четвёртое место в чемпионате, после чего Ханеман перешёл в немецкий клуб «Фюрт», а спустя два года — в швейцарский «Грассхоппер». С «кузнечиками» Ханеман добился наилучших достижений в своей тренерской карьере, выиграв в сезоне 1955/56 чемпионат и кубок Швейцарии.
В 1958 году Ханеман перешёл в клуб второго швейцарского дивизиона «Биль-Бьенн», однако ему не удалось вывести команду в высший дивизион. В следующем году Ханемана пригласил его старый клуб «Ваккер», который в тот момент испытывал серьёзные трудности в чемпионате Австрии. Из-за нехватки игроков бывший нападающий был вынужден выйти на поле в одном из матчей сезона 1959/60. В этой игре 45-летнему Ханеману удалось забить один мяч. Под его руководством «Ваккер» сумел сохранить место в высшем дивизионе, после чего на Ханеман вернулся в «Биль-Бьенн» на один сезон. В 1962 году он недолго тренировал «Ваккер» из Инсбрука, а затем прервал профессиональную карьеру. До 1965 года Ханеман возглавлял в качестве играющего тренера любительский клуб «Хюттельдорф», иногда выходя играть даже на позиции вратаря. В сезоне 1966/67 он вновь вернулся в профессиональный спорт, возглавив швейцарскую «Лозанну» и дойдя с ней до финала Кубка Швейцарии. Завершил тренерскую карьеру в 1971 году.

## Карьера в сборных
Ханеман дебютировал за сборную Австрии 12 мая 1935 года в матче против Польши. Игра закончилась победой австрийцев со счётом 5:2, при этом Ханеман забил один из голов. На протяжении трёх последующих лет Ханеман регулярно играл за основную команду, однако после аншлюса сборная Австрии была расформирована. Ханеман, как и многие другие австрийские футболисты, начал выступать за сборную Германии, сыграв в общей сложности 23 матча и забив 16 голов. В составе этой сборной нападающий принял участие в чемпионате мира 1938 года, где ему удалось забить в матче со сборной Швейцарии, принеся победу Германии со счётом 1:0. В 1940 году в товарищеском матче против Финляндии Ханеман забил 6 голов, а игра завершилась со счётом 13:0 в пользу немцев. Единственным игроком в истории сборной Германии, которому удалось забить больше голов в одном матче, является Готфрид Фукс.
В 1946 году Ханеман вернулся во вновь созданную сборную Австрии и возглавил её в качестве капитана на Олимпийских играх 1948 года. Однако австрийцы выбыли в первом же раунде турнира, проиграв Швеции со счётом 0:3, после чего Ханеман завершил карьеру в сборной.

## После завершения карьеры
Ханеман до конца жизни активно занимался спортом, играя в теннис. Он приобрёл славу одного из лучших австрийских теннисистов среди возрастных игроков. Параллельно Ханеман занимался тренерской деятельностью.
Скоропостижно скончался на теннисном корте в возрасте 77 лет.
В 1993 году именем Вильгельма Ханемана была названа одна из аллей в Вене.

## Достижения

### В качестве игрока
- Чемпион Австрии (6): 1931/32, 1933/34, 1935/36, 1936/37, 1938/39, 1946/47
- Обладатель Кубка Австрии (3): 1931/32, 1933/34, 1946/47
- Лучший бомбардир чемпионата Австрии: 1936

### В качестве тренера
- Чемпион Швейцарии: 1955/56
- Обладатель Кубка Швейцарии: 1955/56

## Статистика выступлений
| Клуб             | Сезон            | Лига | Лига | Кубки | Кубки | Кубок Митропы | Кубок Митропы | Прочие | Прочие | Итого | Итого |
| Клуб             | Сезон            | Игры | Голы | Игры  | Голы  | Игры          | Голы          | Игры   | Голы   | Игры  | Голы  |
| ---------------- | ---------------- | ---- | ---- | ----- | ----- | ------------- | ------------- | ------ | ------ | ----- | ----- |
| Адмира (Вена)    | 1931/32          | 13   | 10   | 3     | 2     | 0             | 0             | 0      | 0      | 16    | 12    |
| Адмира (Вена)    | 1932/33          | 13   | 4    | 0     | 0     | 2             | 0             | 0      | 0      | 15    | 4     |
| Адмира (Вена)    | 1933/34          | 21   | 12   | 4     | 9     | 0             | 0             | 0      | 0      | 25    | 21    |
| Адмира (Вена)    | 1934/35          | 18   | 14   | 2     | 2     | 9             | 4             | 0      | 0      | 29    | 20    |
| Адмира (Вена)    | 1935/36          | 20   | 23   | 3     | 4     | 2             | 0             | 0      | 0      | 25    | 27    |
| Адмира (Вена)    | 1936/37          | 22   | 20   | 3     | 4     | 2             | 1             | 0      | 0      | 27    | 25    |
| Адмира (Вена)    | 1937/38          | 14   | 9    | 3     | 3     | 4             | 1             | 0      | 0      | 21    | 13    |
| Адмира (Вена)    | 1938/39          | 23   | 25   | 1     | 0     | 0             | 0             | 0      | 0      | 24    | 25    |
| Адмира (Вена)    | 1939/40          | 8    | 7    | 1     | 0     | 0             | 0             | 0      | 0      | 9     | 7     |
| Адмира (Вена)    | 1940/41          | 15   | 19   | 3     | 7     | 0             | 0             | 5      | 3      | 23    | 29    |
| Адмира (Вена)    | 1941/42          | 8    | 9    | 9     | 7     | -             | -             | 0      | 0      | 17    | 16    |
| Адмира (Вена)    | 1942/43          | 0    | 0    | 0     | 0     | -             | -             | 0      | 0      | 0     | 0     |
| Адмира (Вена)    | 1943/44          | 0    | 0    | 0     | 0     | -             | -             | 0      | 0      | 0     | 0     |
| Адмира (Вена)    | 1944/45          | 0    | 0    | 0     | 0     | -             | -             | 0      | 0      | 0     | 0     |
| Адмира (Вена)    | Итого            | 175  | 152  | 32    | 38    | 19            | 6             | 5      | 3      | 231   | 199   |
| Ваккер (Вена)    | 1945/46          | 22   | 20   | 3     | 2     | -             | -             | 0      | 0      | 25    | 22    |
| Ваккер (Вена)    | 1946/47          | 20   | 15   | 5     | 4     | -             | -             | 0      | 0      | 25    | 19    |
| Ваккер (Вена)    | 1947/48          | 17   | 20   | 1     | 1     | -             | -             | 0      | 0      | 18    | 21    |
| Ваккер (Вена)    | 1948/49          | 8    | 3    | 1     | 0     | -             | -             | 0      | 0      | 9     | 3     |
| Ваккер (Вена)    | 1949/50          | 16   | 5    | -     | -     | -             | -             | 0      | 0      | 16    | 5     |
| Ваккер (Вена)    | 1950/51          | 24   | 5    | -     | -     | -             | -             | 0      | 0      | 24    | 5     |
| Ваккер (Вена)    | 1951/52          | 22   | 5    | -     | -     | 2             | 0             | 0      | 0      | 24    | 5     |
| Ваккер (Вена)    | 1959/60          | 1    | 1    | 1     | 0     | 0             | 0             | 0      | 0      | 2     | 1     |
| Ваккер (Вена)    | Итого            | 130  | 74   | 11    | 7     | 2             | 0             | 0      | 0      | 143   | 81    |
| Всего за карьеру | Всего за карьеру | 305  | 226  | 43    | 45    | 21            | 6             | 5      | 3      | 374   | 280   |